# Алберт Марћиш
Алберт Марћиш (svk. Albert Martiš; псеудоними: A. Martiš-Dobrodružský, A. Ohňoslav Martiš, Dobrodruški Marčiš; Кулпин, 20. април 1855 — Падина (Ковачица), 19. септембар 1918) био је словачки учитељ, национални радник, књижевник и публициста.

## Биографија

### Младост и образовање
Његов отац је био кројач, а касније учитељ у неколико словачких села у Војводини. Мајка је потицала из учитељске породице из Кисача.
Од 1867. до 1869. похађао је Српску гимназију у Новом Саду. Потом је школовање наставио у немачкој гимназији у Новом Врбасу (1869—1873), где му је Михал Годра, тадашњи директор гимназије, усадио љубав према матерњем језику. У периоду 1873-1876. године студирао је на Учитељском факултету у Прешову. Током празника је радио као учитељ на замени по словачким жупанијама, како би прикупио новац за студије. За време боравка у Словачкој упознао је многе важне националне и књижевне раднике. Учитељски испит положио је 1877. у Сарвашу.
Након студија запослио се као учитељ у Падини. Покушавао је да се супротстави агресивној мађаризацији ширећи идеје о националном буђењу и просвећујући људе. Због свог ангажмана дошао је у сукоб са угарским властима, што је довело до његовог превременог пензионисања 1895. године. И након уклањања са радног места Марћиш је наставио своју активност.
Основао је прву финансијску институцију у Падини - Vzájomná pomocnica (Друштво узајамне помоћи). Током свог четрдесетогодишњег деловања у великој мери је допринео образовању људи и општем развоју Падине.

### Књижевни рад
Његова проза о животу Словака на Доњој земљи објављена је постухмно у форми књиге (Statočnosť… na večosť, Na rozcestí, Hriechy mladosti a ine rozprávky). Недовршене успомене објављене су под називом Pamäti dolnozemského buditeľa (1937) и Autobiografické črty a poviedky (1996).

### Публициста
Чланке о савременој пољопривреди објављивао је у листовима Obzor, Národné noviny и Národní hlásnik.

### Хмељарство
Алберт Марћиш се такође сматра пиониром хмељарства у Војводини. Поред хмеља, узгајао је и друге културе, промовисао развој свиларства, пчеларства и пољопривреде уопште.
Године 1889. у Паризу су му додељене сребрна и бронзана медаља за успех у узгоју хмеља, а 1896. године награђен је бронзаном медаљом на Привредној изложби у Будимпешти.